# Open GDF Suez 2013
Open GDF Suez 2013 byl tenisový turnaj pořádaný jako součást ženského okruhu WTA Tour, který se hrál v hale Stade Pierre de Coubertin na krytých dvorcích s tvrdým povrchem. Konal se mezi 26. lednem až 3. únorem 2013 ve francouzském hlavním městě Paříži jako 21. ročník turnaje. Dříve byl známý pod názvem Open Gaz de France.
Turnaj s rozpočtem 690 000 dolarů patřil do kategorie WTA Premier Tournaments.

## Ženská dvouhra

### Nasazení
| Stát      | Hráčka             | WTA1) | Nasazení |
| --------- | ------------------ | ----- | -------- |
| Itálie    | Sara Erraniová     | 7.    | 1.       |
| Česko     | Petra Kvitová      | 8.    | 2.       |
| Francie   | Marion Bartoliová  | 11.   | 3.       |
| Slovensko | Dominika Cibulková | 14.   | 4.       |
| Itálie    | Roberta Vinciová   | 16.   | 5.       |
| Česko     | Lucie Šafářová     | 17.   | 6.       |
| Německo   | Julia Görgesová    | 18.   | 7.       |
| Česko     | Klára Zakopalová   | 22.   | 8.       |

- 1) Žebříček WTA ke 14. lednu 2013.

### Jiné formy účasti
Následující hráčky obdržely divokou kartu do hlavní soutěže:
- Petra Kvitová
- Kristina Mladenovicová
- Pauline Parmentierová
- Lucie Šafářová

Následující hráčky postoupily z kvalifikace:
- Monica Niculescuová
- Virginie Razzanová
- Magdaléna Rybáriková
- Stefanie Vögeleová
  -  Kiki Bertensová – jako šťastná poražená

### Odhlášení
- Lucie Hradecká (virové onemocnění)
- Kaia Kanepiová
- Venus Williamsová (poranění zad)

### Skrečování
- Magdaléna Rybáriková (virové onemocnění)

## Ženská čtyřhra

### Nasazení
| Stát    | Hráčka            | Stát          | Hráčka              | WTA1) | Nasazení |
| ------- | ----------------- | ------------- | ------------------- | ----- | -------- |
| Itálie  | Sara Erraniová    | Itálie        | Roberta Vinciová    | 3.    | 1.       |
| Česko   | Andrea Hlaváčková | Spojené státy | Liezel Huberová     | 12.   | 2.       |
| Německo | Julia Görgesová   | Rumunsko      | Monica Niculescuová | 53.   | 3.       |
| Česko   | Květa Peschkeová  | Polsko        | Alicja Rosolská     | 62.   | 4.       |

- 1) Žebříček WTA ke 14. lednu 2013.

Číslo je součtem umístění obou členek páru.

### Jiné formy účasti
Následující páry obdržely divokou kartu do hlavní soutěže:
- Julie Coinová /  Pauline Parmentierová
- Petra Kvitová /  Yanina Wickmayerová

## Přehled finále

### Ženská dvouhra
- Mona Barthelová def.  Sara Erraniová, 7–5, 7–6(7–4)

### Ženská čtyřhra
- Sara Erraniová /  Roberta Vinciová vs.  Andrea Hlaváčková /  Liezel Huberová, 6–1, 6–1